# Station Vénissieux
Station Vénissieux is een spoorwegstation in de Franse gemeente Vénissieux.
Bij het station ligt het metrostation Gare de Vénissieux, terminus van lijn D van de metro van Lyon. Het treinstation heeft ook een halte aan tramlijn T4 van de tram van Lyon. Een bijkomende tramlijn T10 wordt aangelegd met het station als terminus en zou in 2026 in gebruik genomen worden.